# سبز بهاری
سبز بهاری رنگی است که به‌طور سنتی در سمت زرد رنگ سبز در نظر گرفته می‌شد، اما در سیستم‌های کامپیوتری مدرن مبتنی بر مدل رنگی RGB در نیمه راه بین فیروزه‌ای و سبز در چرخه رنگ قرار دارد.
رنگ سبز بهاری مدرن، هنگامی که بر روی نمودار رنگی CIE ترسیم می‌شود، با یک محرک بصری در حدود ۵۰۵ نانومتر در طیف مرئی مطابقت دارد. در فضای رنگ HSV، که بروز آن به عنوان چرخ رنگ RGB شناخته شده، سبز بهاری دارای درجهٔ رنگ ۱۵۰ درجه است. سبز بهاری یکی از رنگ‌های ترکیبی سه‌گانه در چرخه رنگ RGB است که در آن رنگ مکمل گل رز است.
نخستین استفاده ثبت‌شده از سبز بهاری به عنوان نام رنگ در انگلیسی در سال ۱۷۶۶ بود که تقریباً به رنگی اشاره دارد که ما اکنون «جوانه بهاری» می‌نامیم.

### برخی از نمونه‌های سبز بهاری در وب

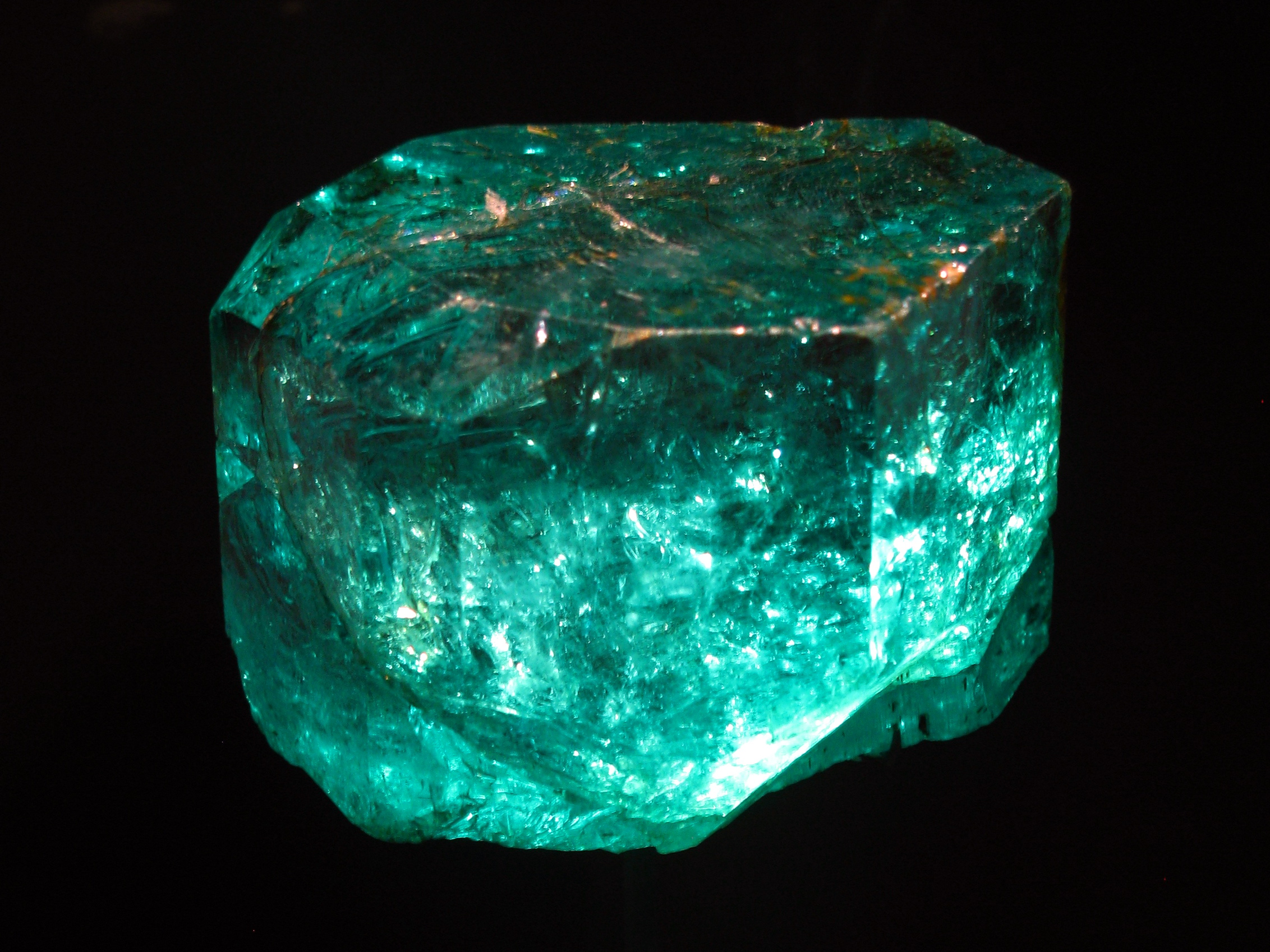
یک زمرد
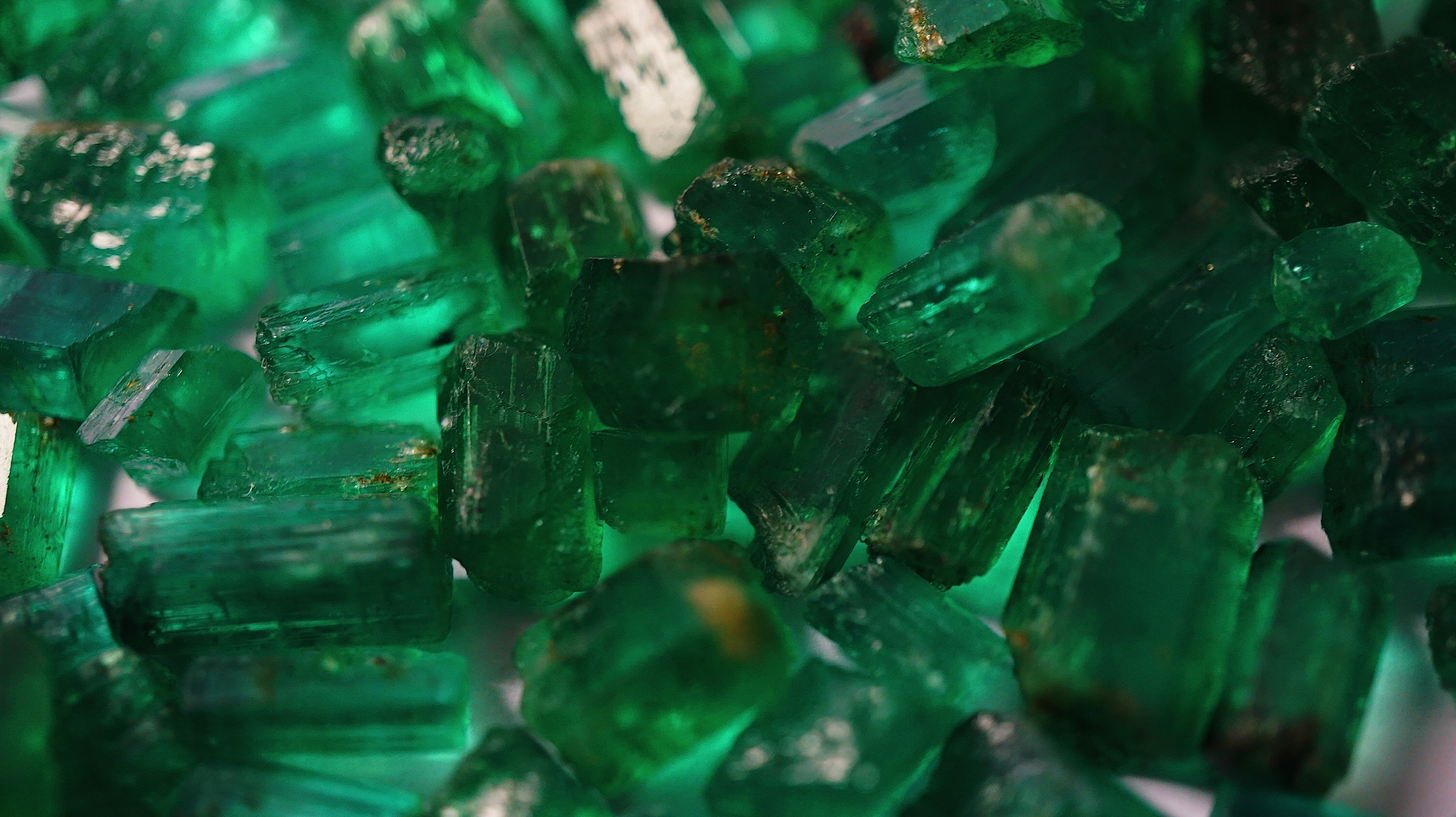
کریستال‌های زمرد
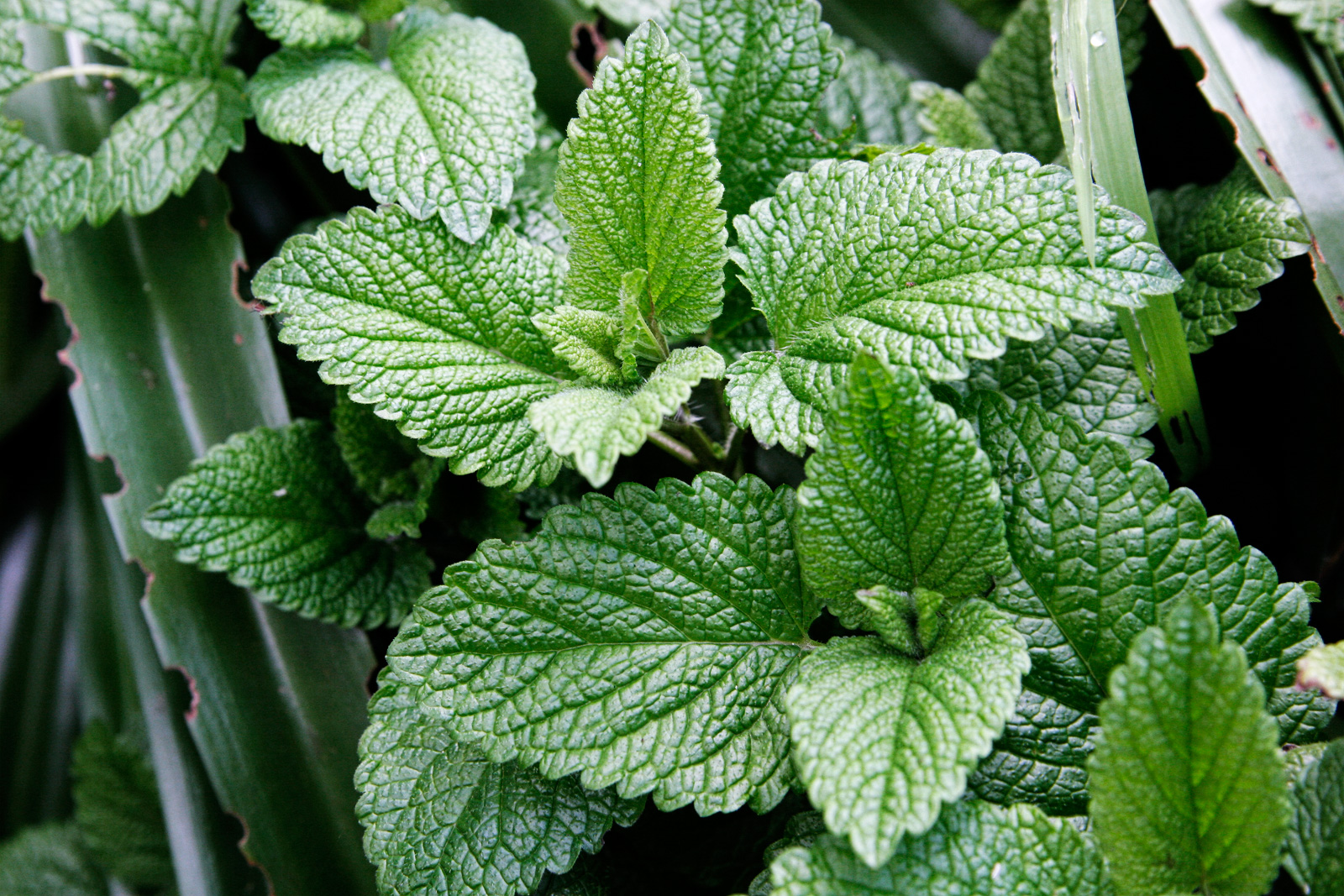
برگ نعنا
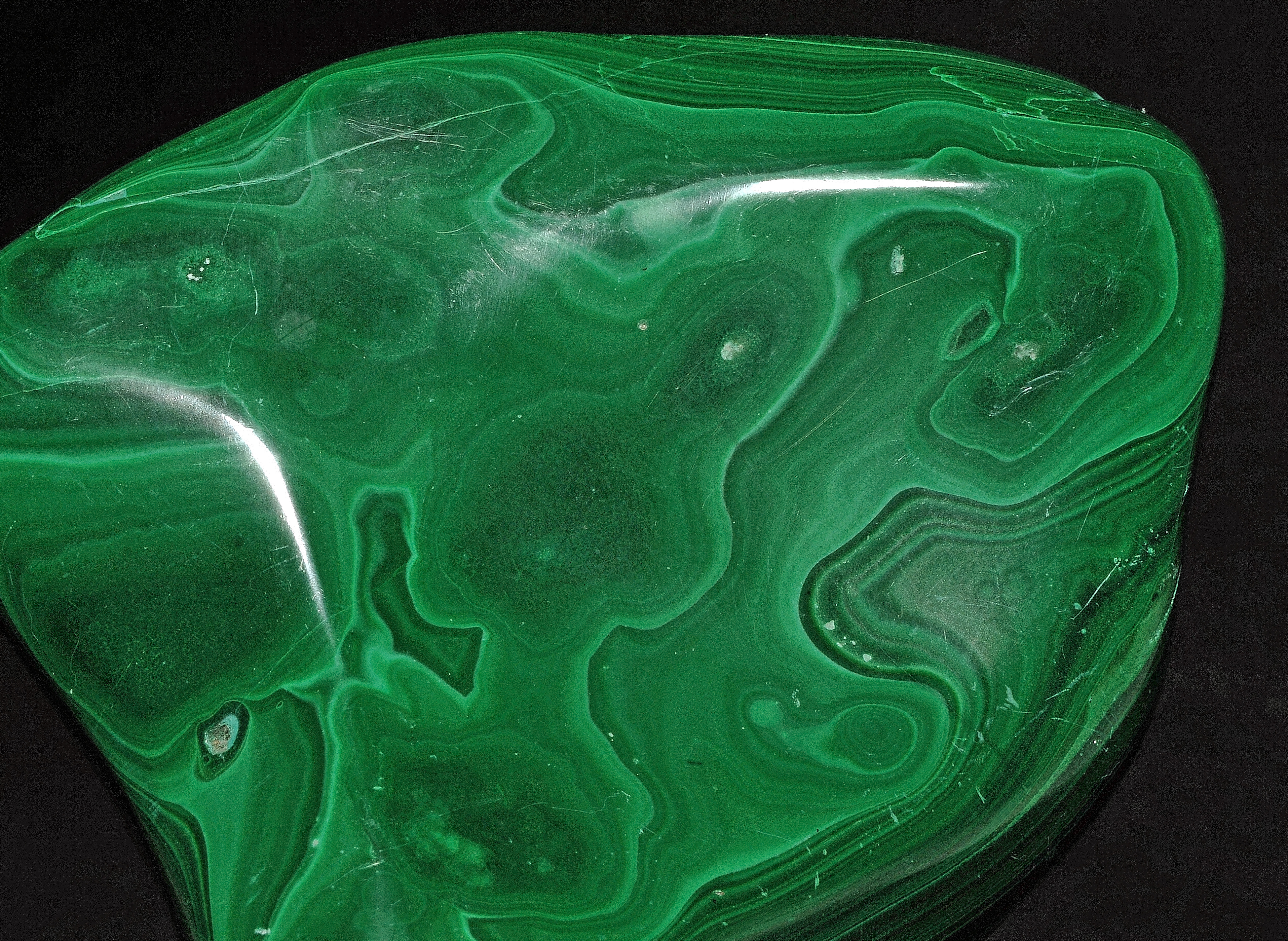
مرمر سبز به رنگ سبز ایرانی
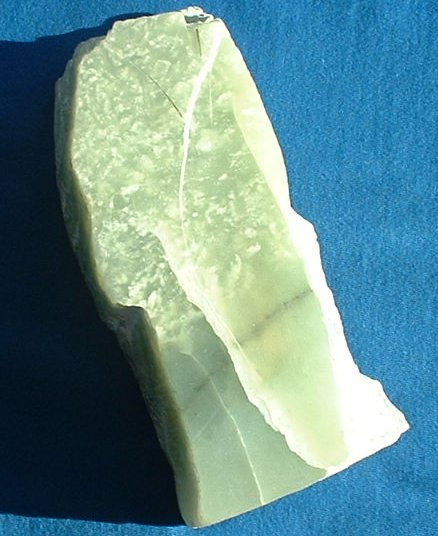
یک تخته سنگ یشم
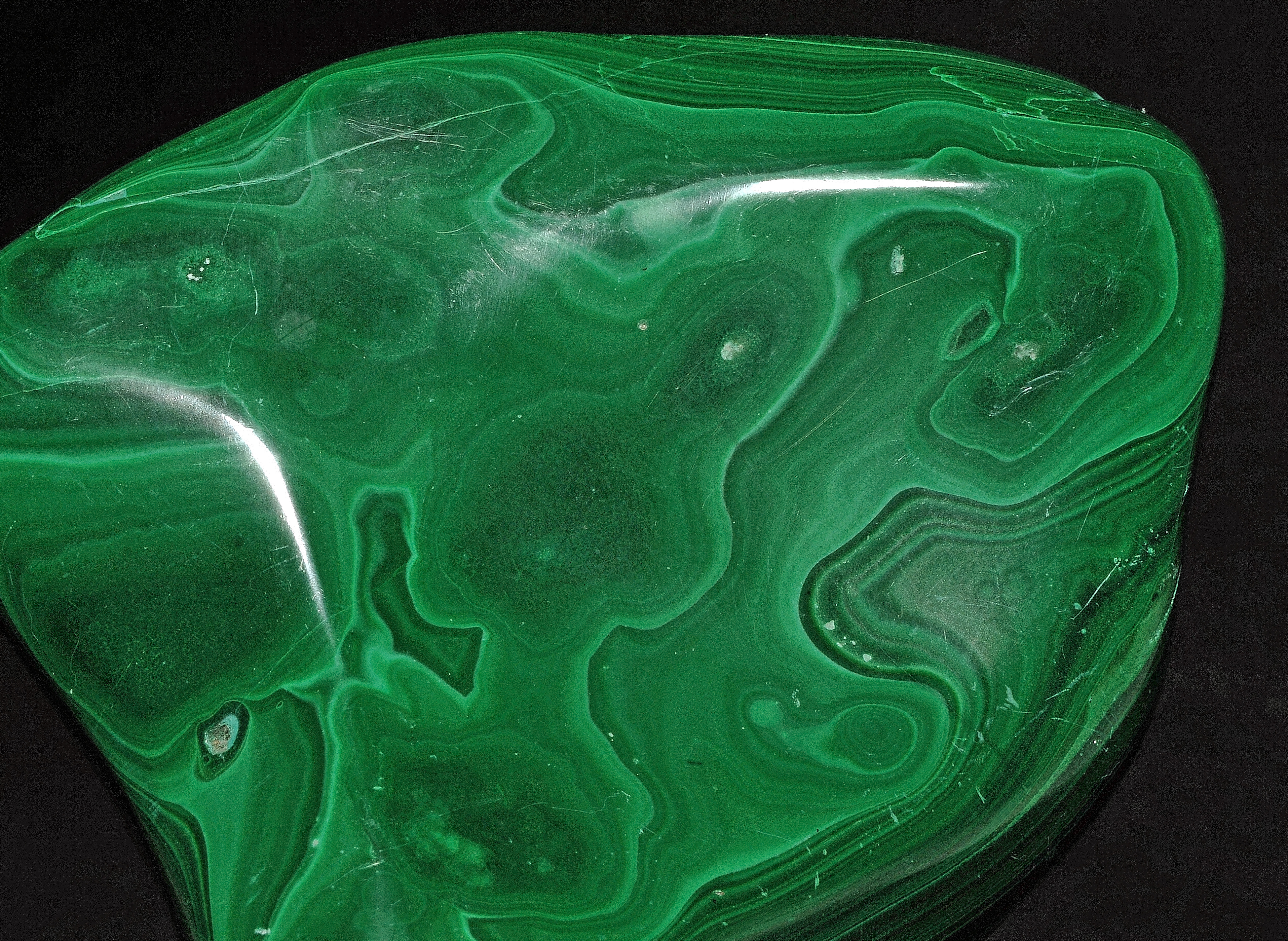
مرمر سبز جلا داده
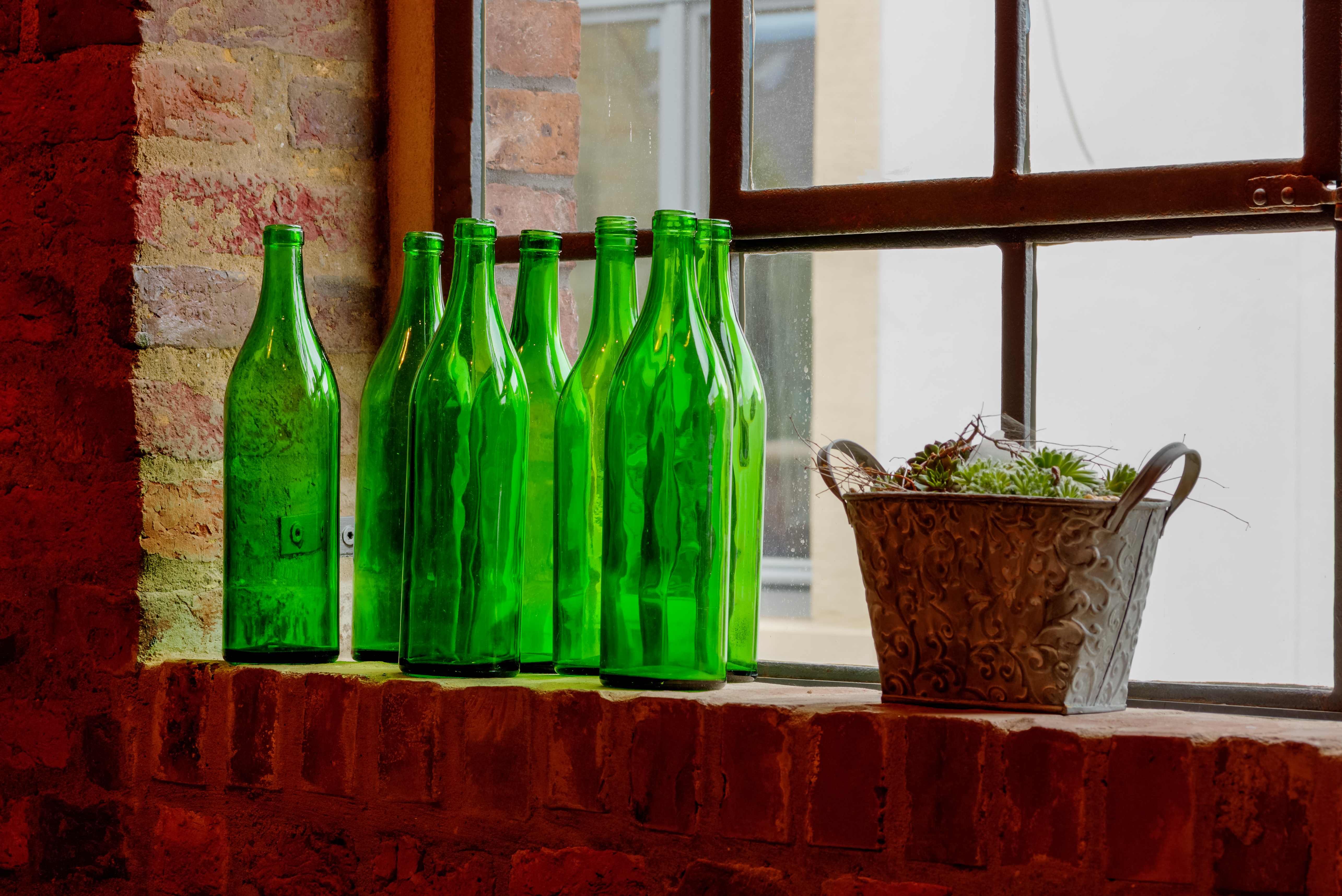
بطری‌های سبز روی تاقچه